# Jayson Tchicamboud
Jayson Tchicamboud (* 28. Januar 2002 in Beaune) ist ein französischer Basketballspieler.

## Werdegang
Der Sohn des ehemaligen Berufsbasketballspielers Steed Tchicamboud zog aufgrund von Vereinswechseln seines Vaters mehrmals um und spielte als Jugendlicher in Saint-Quentin, Cholet, Nancy, Lyon und Roanne. Ab 2017 wurde Jayson Tchicamboud in der Nachwuchsabteilung von SIG Straßburg gefördert. In der Saison 2018/19 gab er seinen Einstand in der Straßburger Herrenmannschaft in der höchsten französischen Spielklasse, Ligue Nationale de Basket. Zur Saison 2021/22 wechselte er per Leihe zum Zweitligisten Union Tours Basket Métropole. Tchicamboud wurde durch eine Leistenverletzung zurückgeworfen. Im Sommer 2022 nahm er an der Saisonvorbereitung des Erstligisten Metropolitans 92 teil, anschließend war er vereinslos. Anfang Dezember 2022 ging er nach Tours (mittlerweile in der dritthöchsten französischen Spielklasse Nationale 1 M) zurück.
Im Juni 2023 wurde Tchicamboud vom Zweitligisten ASC Denain-Voltaire verpflichtet. Im Anschluss an die Saison 2023/24 wurde er vereinslos. Mitte Dezember 2024 erhielt er einen Vertrag beim Drittligisten STB Le Havre. Anfang Februar 2025 schloss er sich dem Zweitligisten Alliance Sport Alsace an.
Tchicamboud wurde im Sommer 2025 vom Drittligisten Metropolitans Basketball Club verpflichtet.

### Nationalmannschaft
Bei der U16-Europameisterschaft 2018 wurde er mit Frankreich Vierter. 2021 zog er mit Frankreichs U19 ins Endspiel der Weltmeisterschaft dieser Altersklasse ein und verlor dort knapp gegen die Vereinigten Staaten.